# Wiser.org

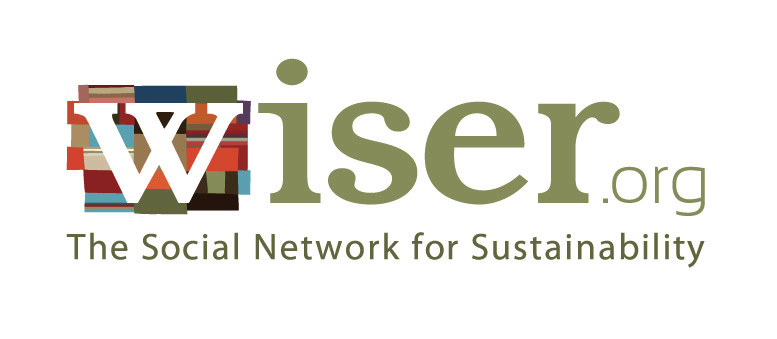
Logotipo de Wiser.org.

Wiser.org es un espacio comunitario en línea generado por los propios usuarios y dedicado al movimiento social y ambiental, que da seguimiento a la labor que realizan las organizaciones no lucrativas en todo el mundo. Los mapas de sitio y las conexiones entre Organización no gubernamental (ONG), negocios, gobiernos, grupos e individuos que hacen frente a problemas mundiales como cambio climático, pobreza, ecología, paz, agua, hambre, justicia social, conservación, derechos humanos y más. WISER es un acrónimo de World Index of Social and Environmental Responsibility. Wiser.org es un proyecto patrocinado fiscalmente por Natural Capital Institute.

## Historia
El lanzamiento de Wiser.org se realizó el Día de la Tierra (22 de abril) de 2007 como un directorio en línea con más de 100.000 organizaciones que menciona en su libro Paul Hawken, Blessed Unrest. A lo largo de los años el autor reunió una colección de tarjetas de presentación de miles de organizaciones, pero no había encontrado un directorio completo que enlistara a todas las organizaciones sin fines de lucro que participan en el sector de la justicia social y el medio ambiente. Estimando el número total de organizaciones en más de un millón, Hawken lanzó Wiser.org. org como un directorio en línea para ayudar a mapear el trabajo realizado por estas organizaciones. Hoy en día, Wiser.org incorpora características adicionales presentes en las redes sociales tales como grupos y herramientas de mensajería para ofrecer mayores posibilidades de colaboración. A pesar de que su API y content están autorizadas para uso no comercial (vér más adelante), Wiser.org ha ampliado su directorio de organizaciones para incluir los listados de las empresas con fines de lucro y agencias gubernamentales.

## Hechos y personalidades
A partir de abril de 2010, Wiser.org provee un directorio de más de 111.000 organizaciones en todo el mundo, con más de 37,000 miembros registrados, y más de 1,900 grupos, con un contenido organizado en 46 áreas de enfoque y 379 sub-zonas. Wiser.org está disponible en Español, Alemán, [id.wiserearth.org Bahasa Indonesio], [zh.wiserearth.org Chino], Francés, Inglés, Italiano, y Portugués.

## Directorio Wiser.org
El Directorio Wiser.org se organiza a partir de una lista maestra de issues que están "relacionados" de tal manera que los usuarios registrados pueden editar las conexiones "de cada tema a las organizaciones, los recursos, puestos de trabajo, eventos y grupos. El sitio cuenta con componentes de redes sociales que permite realizar trabajos de colaboración grupales, incluido el mapeo gráfico de redes sociales. Una solución única "Solution form" que "permite a cualquier usuario registrado conocer un problema social o medioambiental grave y proponer una forma de solucionarlo. La solución se convierte en una entidad con nombre que puede ser compartida, modificada y actuar entonces en consecuencia como la solución propuesta a implementar en el mundo real. La solución incluye un formulario para registrar los resultados y observaciones. Cada solución está compuesta de una publicación, una red social y un foro de discusión. Wiser.org también incorpora incrustado Google Maps integrado con los datos de georeferenciación. El sitio web es un proyecto sin fines de lucro y es gratuito para todo el público. Los datos se publican bajo una licencia Commons 3.0 Creative Commons.

## Interfaz de Programación de Aplicaciones de Wiser.org
En junio de 2009, Wiser.org ofrece una REST API, elaborada bajo una licencia Commons Creative Commons 3.0. La Interfaz de Programación de Aplicaciones de Wiser.org proporciona acceso a una amplia base de datos de "entidades" tales como Organizaciones, Grupos, Trabajo, Eventos, Recursos y Soluciones. Cuenta con una sección de Preguntas Frecuentemente Realizadas y una página de documentación para desarrolladores del sitio.